# Atlin Airport
Atlin Airport är en flygplats i Kanada.   Den ligger i provinsen British Columbia, i den västra delen av landet, 4 100 km väster om huvudstaden Ottawa. Atlin Airport ligger 718 meter över havet.
Terrängen runt Atlin Airport är kuperad åt nordost, men åt sydväst är den platt. Trakten runt Atlin Airport är nära nog obefolkad, med mindre än två invånare per kvadratkilometer.. 